# Nitocrella
Nitocrella là một chi giáp xác trong họ Ameiridae.

## Các loài
Chi này gồm 80 loài::
- Nitocrella absentia Karanovic, 2004
- Nitocrella achaiae Pesce, 1981
- Nitocrella aestuarina Coull & Bell, 1979
- Nitocrella afghanica Sterba, 1973
- Nitocrella africana Chappuis, 1955
- Nitocrella akiereki Borutsky, 1978
- Nitocrella asiatica (Sterba, 1967)
- Nitocrella beatricis Cottarelli & Bruno, 1993
- Nitocrella botosaneanui Petkovski, 1973
- Nitocrella calcaripes Damian & Botosaneanu, 1954
- Nitocrella caraioni Petkovski, 1976
- Nitocrella chappuisi Kiefer, 1926
- Nitocrella cubanorum Petkovski, 1976
- Nitocrella delayi Rouch, 1970
- Nitocrella divaricata (Chappuis, 1923)
- Nitocrella dubia Chappuis, 1937
- Nitocrella dussarti Chappuis & Rouch, 1959
- Nitocrella elegans Chappuis & Rouch, 1959
- Nitocrella ensifera Cottarelli, Bruno & Berera, 2007
- Nitocrella fedelitae Pesce, 1985
- Nitocrella gracilis Chappuis, 1955
- Nitocrella halophila Noodt, 1952
- Nitocrella herirudensis Sterba, 1973
- Nitocrella hibernica (Brady, 1880)
- Nitocrella hirta Chappuis, 1923
- Nitocrella hofmilleri Brehm, 1953
- Nitocrella hypogaea Shen & Tai, 1973
- Nitocrella incerta (Chappuis, 1933)
- Nitocrella insularis Miura, 1962
- Nitocrella intermedia Chappuis, 1937
- Nitocrella ioneli Dumont & Decraemer, 1974
- Nitocrella iranica Löffler, 1959
- Nitocrella jankowskajae Borutsky, 1972
- Nitocrella japonica Miura, 1962
- Nitocrella juturna Cottarelli, 1975
- Nitocrella kirgizica Borutsky, 1972
- Nitocrella kosswigi Noodt, 1954
- Nitocrella kunzi Galassi & De Laurentiis, 1997
- Nitocrella kyzylkumica Borutsky, 1972
- Nitocrella ljovuschkini Borutsky, 1967
- Nitocrella longa Karanovic, 2000
- Nitocrella maggii Pesce, 1983
- Nitocrella mara Löffler, 1959
- Nitocrella marina Chappuis & Rouch, 1961
- Nitocrella minoricae Chappuis & Rouch, 1959
- Nitocrella monchenkoi Borutsky, 1972
- Nitocrella montana Noodt, 1965
- Nitocrella morettii Pesce, 1984
- Nitocrella morimotoi Miura, 1962
- Nitocrella motasi Petkovski, 1976
- Nitocrella nana Sterba, 1973
- Nitocrella negreai Petkovski, 1973
- Nitocrella neutra Kiefer, 1933
- Nitocrella obesa Karanovic, 2004
- Nitocrella omega Hertzog, 1936
- Nitocrella orghidani Petkovski, 1973
- Nitocrella paceae Pesce, 1980
- Nitocrella pescei Galassi & De Laurentiis, 1997
- Nitocrella petkovskii Pesce, 1980
- Nitocrella polychaeta Noodt, 1952
- Nitocrella psammophila Chappuis, 1954
- Nitocrella reducta Schäfer, 1936
- Nitocrella rhodiensis Pesce, 1983
- Nitocrella skyrensis Pesce, 1982
- Nitocrella slovenica Petkovski, 1959  (Slovenia)[3]
- Nitocrella somalica Dumont, 1981
- Nitocrella spinulosa Apostolov, 1991
- Nitocrella stammeri Chappuis, 1938
- Nitocrella sterbai Borutsky, 1969
- Nitocrella stetinai Sterba, 1973
- Nitocrella stochi Pesce & Galassi, 1987  (Ý)[4]
- Nitocrella stygia Apostolov, 1976
- Nitocrella subterranea (Chappuis, 1928)
- Nitocrella tianschanica Borutsky, 1972
- Nitocrella tirolensis Kiefer, 1963
- Nitocrella tonsa Mikhailova-Neikova, 1967
- Nitocrella trajani Karanovic, 2004
- Nitocrella tridens Bozic, 1969
- Nitocrella tschaticalica Borutsky, 1978
- Nitocrella unispinosa Shen & Tai, 1973
- Nitocrella vasconica Chappuis, 1937
- Nitocrella yokotai Miura, 1962